# Variation (Navigation)
Mit Variation (VAR) wird in der Luftfahrt und der Schifffahrt die Ortsmissweisung (lat. Declination)  bezeichnet. Sie ist definiert als Abweichung zwischen geographischer und magnetischer Nordrichtung und kann aus den Luftfahrtkarten entnommen werden. Ist die VAR im Steuerkurs schon eingerechnet, so nennt man diesen Kurs magnetic course (MC). Die Ausrichtung des Flugzeuges nach diesem Kurs mit zusätzlicher Berücksichtigung des Windes heißt magnetic heading (MH).
Eine ausführliche Beschreibung ist unter Deklination (Geographie) zu finden.